# Crorema albida
Crorema albida är en fjärilsart som beskrevs av George Francis Hampson 1910. Crorema albida ingår i släktet Crorema och familjen tofsspinnare. Inga underarter finns listade i Catalogue of Life.